# Anthony Rapp
Anthony Rapp (Chicago, Illinois, 1971. október 26. –) amerikai színész, énekes.
A Rent című musicalben aratta legnagyobb sikerét, amit Jonathan Larson írt és 1996-ban mutattak be a Broadway-n. Anthony újra eljátszotta a szerepét a mű 2005-ös filmverziójában is. Másik ismert szerepe a Broadwayen Charlie Brown a You’re a good man, Charlie Brown című musicalben.

## Fiatalkora és családja
Édesanyja Mary Lee Rapp kórházi nővér. Két vérszerinti testvére van: egy bátyja, a regény- és filmforgatókönyvíró Adam, valamint valamint egy nővére, Anne. Van egy fogadott húga, Rachel, aki ugyan valójában az unokatestvére, de az édesanyjuk neveli őt is.
A Joliet West High School tanulója volt, Joliet kisvárosban. [forrás?]

## Pályafutása
Először 1981-ben szerepelt a Broadwayen, a The Little Prince and the Aviator című darabban, Antoine de Saint-Exupéry A kis herceg című művének feldolgozásában. A darabot végül az elővetítésen kívül nem mutatták be.
Igazán ismertté a Rent című musical Mark Cohenjeként vált, amelyben tagja volt az eredeti off-Broadway- és Broadway-szereposztásnak is. Jonathan Larson musicaljét 1994-ben kezdték el próbálni, és a workshopok után 1996 februárjában tervezték bemutatni az off-Broadwayen. Jonathan egy nappal a bemutató előtt meghalt, miután három nappal korábban egy nagyobb rosszullét után a kórházban félrediagnosztizálták. Ennek ellenére a darabot bemutatták, annyi módosítással, hogy csak a barátokat és a családtagokat hívták meg.
Mark karaktere mintegy narrátora az előadásnak, és a legtöbb televíziós interjúban és bemutatott részletben előkerül.
1987-ben szerepelt az Egy bébiszitter kalandjai című Chris Columbus-filmben. A rendezővel később együtt dolgozott a 2005-ös Rent – Bohém élet című filmben is.
2000-ben jelent meg Look around című lemeze. 2006-ban kiadta első könyvét  Without You: A Memoir of Love, Loss, and the Musical Rent címmel. A Rent-csapatban eltöltött éveiről ír, a kezdetektől egészen az első-szériabeli utolsó előadásáig – Daphne Rubin-Vega (Mimi), Idina Menzel (Maureen) és Jesse L. Martin (Collins) után Anthony 1998-ban távozott a csapatból. Beszámolt Jonathan Larsonnal kapcsolatos élményeiről és a barátságukról, valamint nem utolsósorban teljesen nyíltan írt magánéletéről, biszexualitásáról és az anyjával való nehéz kapcsolatáról, anyja betegségéről és haláláról (1997-ben halt meg rákban).
2007 nyarán korábbi csapattársával, Adam Pascallal (Roger a Rent-ben) elvállaltak egy exkluzív, 9 hétig tartó visszatérést a saját szerepükbe a Broadwayn (2007. július 30. – október 7.), valamint 2009 első felében egy turnét is.
2008-ban az off-Broadwayn a Some Americans Abroad című darabban játszott.

## Magánélete
Rapp önmagát queerként azonosítja, biszexualitását 18 éves korában telefonon közölte édesanyjával.

## Film- és színházi szerepek
- Tökéletlen idők (1993)
- Egy csodálatos elme (2001)
- Vágyak csapdájában (1992)
- Cool túra (2000)
- Hatszoros ölelés (1993)
- Amerikai család
- You're a good man, Charlie Brown (1999)

## Fordítás
- Ez a szócikk részben vagy egészben  az   Anthony Rapp című angol Wikipédia-szócikk fordításán alapul.  Az eredeti cikk szerkesztőit annak laptörténete sorolja fel. Ez a jelzés csupán a megfogalmazás eredetét és a szerzői jogokat jelzi, nem szolgál a cikkben szereplő információk forrásmegjelöléseként.